# Linton Kwesi Johnson

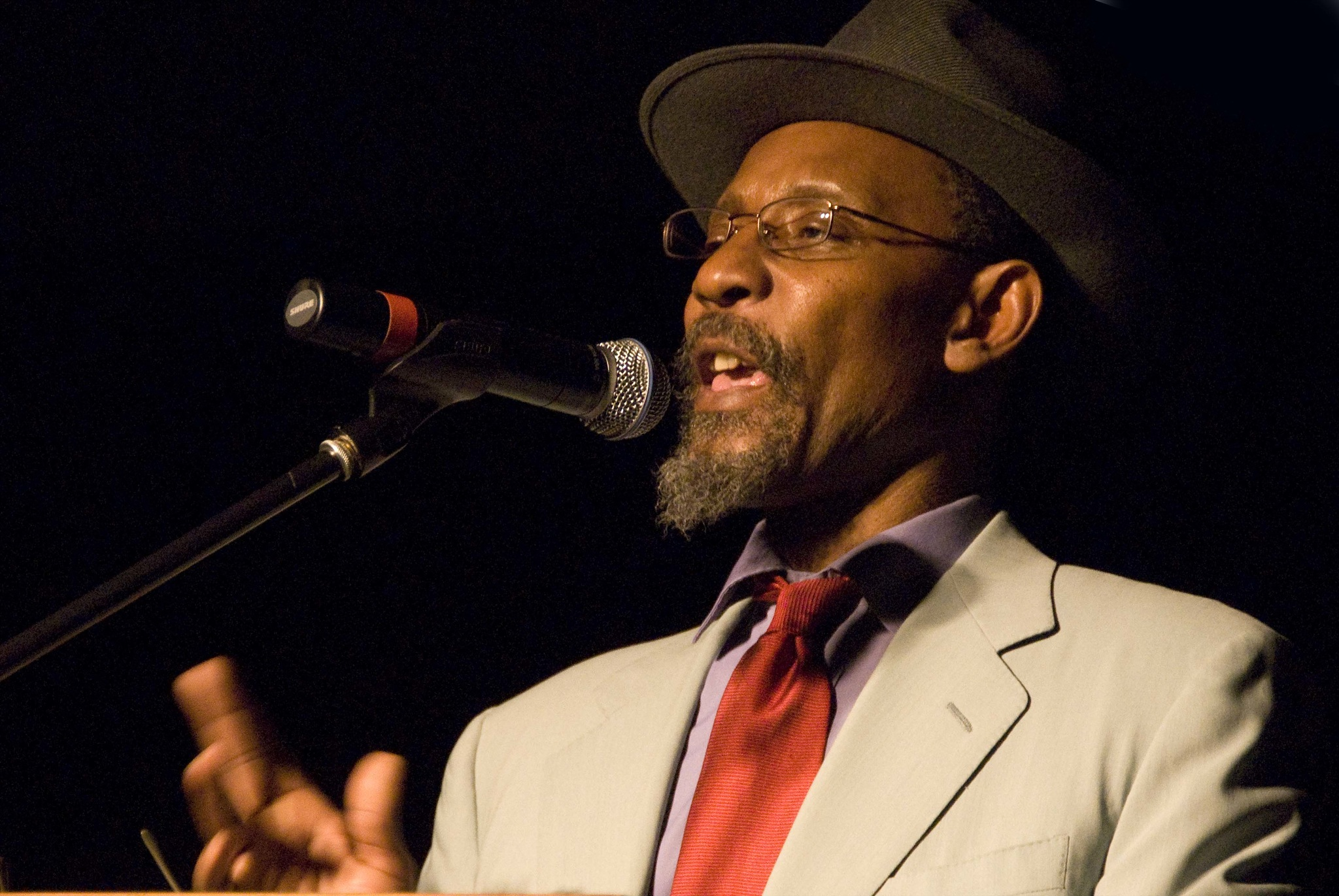
Linton Kwesi Johnson (2007)

Linton Kwesi Johnson (* 24. August 1952 in Chapelton, Clarendon Parish, Jamaika) ist ein britischer Dichter und Reggae-Musiker.

## Leben
Im Jahr 1963 wurde Linton Kwesi Johnson von seiner bereits vorher nach London gezogenen Mutter dorthin nachgeholt. Als Schüler schloss er sich 1970 dem englischen Black Panthers Movement an. Dort organisierte er unter anderem eine Dichter-Werkstatt und beteiligte sich an der Reggae-Band Rasta Love.
Nach Abschluss der Schule war Johnson kurzzeitig als Verwaltungskraft bei der Kirche sowie der Verwaltung des Greater London Councils beschäftigt. 1973 begann er ein Soziologiestudium am Londoner Goldsmiths College. Im selben Jahr veröffentlichte er seine ersten Texte in einer Zeitung der Gruppe Race Today Collective (damals noch aktiv als Towards Racial Justice), die 1974 auch seinen ersten eigenen Gedichtband, Voices of the Living and the Dead, veröffentlichte.
1975 folgte seine zweite Textsammlung Dread, Beat and Blood. Seine Dub-Poetry erfuhr erste Anerkennung, 1977 erhielt Johnson das Cecil-Day-Lewis-Stipendium. Das Plattenlabel Virgin veröffentlichte 1978 sein erstes Album, ebenfalls Dread, Beat and Blood betitelt. In den Jahren 1979 und 1980 folgten weitere Alben, Forces of Victory und Bass Culture, die zusammen mit der gleichzeitig veröffentlichten Textsammlung Inglan is a Bitch seinen Ruf als lyrisch bedeutendste Stimme des englischen Reggae festigten.

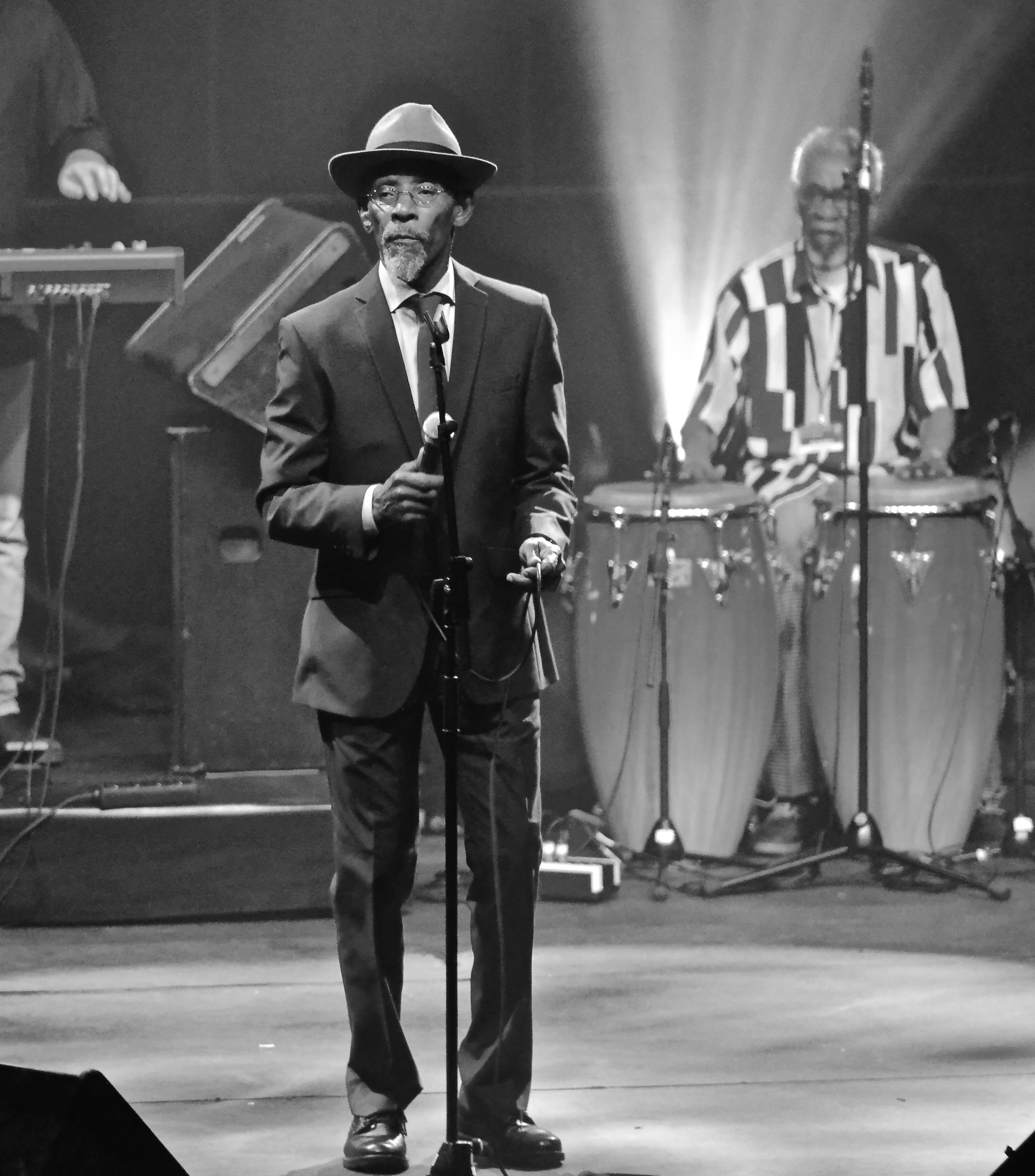
Linton Kwesi Johnson, 2017 bei einem Konzert in Brüssel

Zugleich nahm die musikalische Arbeit nach Johnsons Erachten unverhältnismäßig viel Raum auf Kosten seiner sozialen und politischen Arbeit ein, und trotz seines großen Erfolges und des Angebots eines großen Plattenvertrages pausierte er eine Weile. Im Jahr 1984 erschien Making History, von vielen Stimmen als sein bestes Album gelobt. Seitdem veröffentlichte er nur zwei weitere Musikalben: 1991 Tings an’ Times und 1999 More Time. 1996 erschien ein Album von Texten, die er unbegleitet vortrug. Seit 1985 geht Linton Kwesi Johnson nicht mehr auf größere Tourneen.
Im Jahr 1981 gründete Johnson sein eigenes Label LKJ Records und produzierte den bedeutenden jamaikanischen Dub-Poeten Michael „Mikey“ Smith, der unmittelbar nach den Plattenaufnahmen bei seiner Rückkehr nach Jamaika bei einem Streit durch einen Steinwurf getötet wurde. Auch seine eigenen Platten erschienen seither meist auf seinem eigenen Label.
2012 wurde er vom englischen P.E.N. mit dem Golden PEN Award ausgezeichnet.
2014 wurde er mit dem jamaikanischen Order of Distinction ausgezeichnet. 2017 erhielt er die Ehrendoktorwürde in Literatur der Rhodes-Universität und 2018 war er einer der Empfänger eines Cholmondeley Awards.

## Texte, Rhythmus und Politik
Anders als die Mehrzahl der Reggae-Musiker ist „LKJ“, wie er nach seinen Initialen auch genannt wird, nicht religiös; die im Reggae verbreitete Rastafari-Religion kritisierte er als wirklichkeitsfern und reaktionär. In seinen Texten formuliert Johnson eine explizit linksradikale Kritik an der kapitalistischen Gesellschaft Englands. Im Zentrum stehen dabei seine Erfahrungen mit Rassismus, Arbeitslosigkeit und Gewalt als Afrokaribe in Großbritannien.
Typisch für Johnsons Texte sind eine stark ausgeprägte Rhythmik und Metrik sowie der Gebrauch einer eigenen Sprache, die die Texte vordergründig oft unzugänglich scheinen lässt. Johnson sagte dazu: „Meine Art zu schreiben und vorzutragen ist wie ein Resultat aus der Spannung zwischen Jamaican Creole und Jamaican English und zwischen diesen und English English.“ Formal wie inhaltlich bilde sich in ihnen die Erfahrung ab, „in einer kolonialen Gesellschaft aufgewachsen zu sein und dann hier herüber zu kommen, um zu leben.“ Johnson hat einen dezidiert politischen Anspruch, er wird zitiert mit den Worten:
„Was heißt es, schwarz zu sein in Großbritannien? Es heißt, dass du eigentlich einen unglaublich aufwendigen Kampf um Dinge führen musst, die für den größten Teil der Gesellschaft selbstverständlich sind: Wohnungssuche, Bildung, gewerkschaftliche Rechte usw. Es bedeutet, dass du, obwohl du in England geboren bist, für immer als Immigrant giltst. Es bedeutet, dass du in dieser Gesellschaft ganz unten bist und immerzu versuchst, mit den kolonialen Regeln zu brechen.“

## Werke

### Originalausgaben
- Voices of the Living and the Dead, London (1974)
- Dread Beat An’ Blood, London (1975)
- Inglan Is A Bitch, London (1980)
- Tings An’ Times, Newcastle upon Tyne and London (1991)

### Deutsche Übersetzungen
- Dread Beat and Blood. Neustadt 1984, ISBN 3925077014
- Inglan Is A Bitch/Voices of the Living and The Dead. Berlin 1984, ISBN 3-924001-02-2
- Die Neue Wortordnung (New Word Hawdah). Bochum 2002, ISBN 3-9807946-0-1

### Diskografie
- 1978: Dread Beat An’ Blood
- 1979: Forces of Victory
- 1980: Bass Culture
- 1980: LKJ in Dub
- 1980: The Best of Linton Kwesi Johnson (Kompilation)
- 1984: Making History
- 1984: Reggae Greats
- 1985: Dub Poetry (Compilation)
- 1985: LKJ Live in Concert with the Dub Band
- 1991: Tings An’ Times
- 1992: LKJ in Dub Volume 2
- 1996: LKJ A Cappella Live
- 1996: LKJ Presents
- 1998: Independant Intavenshan (Kompilation)
- 1998: More Time
- 2002: LKJ in Dub: Volume 3
- 2003: Straight to Inglan’s Head
- 2004: Live in Paris
- 2004: Live in Paris with the Dennis Bovell Dub Band (DVD)